# 馬寶 (溫哥華)

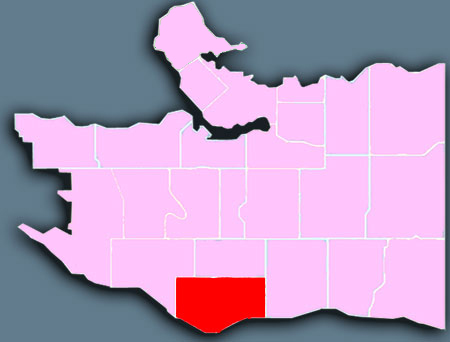
馬寶於溫哥華市內的位置

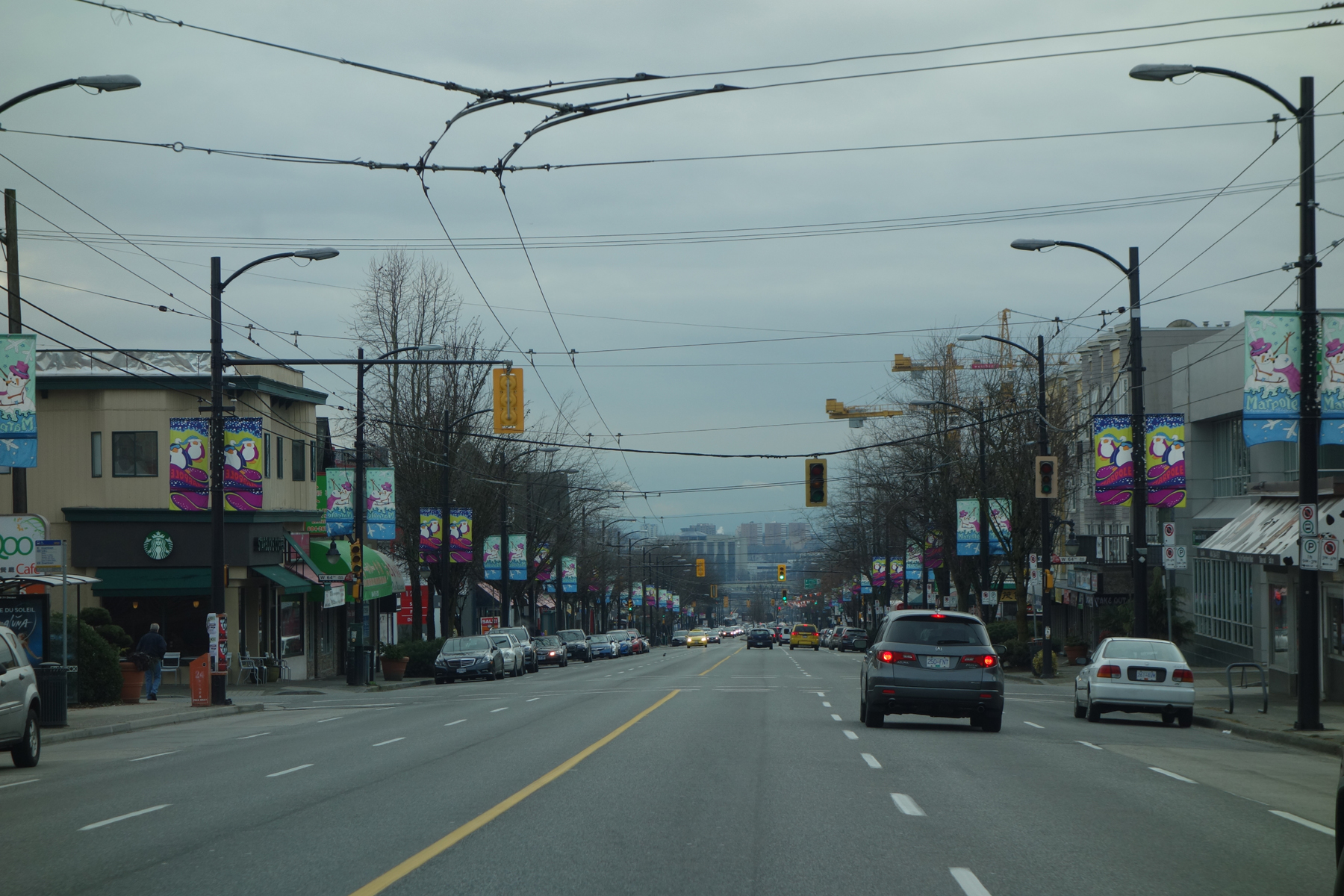
馬寶區近西64街交界處的一段加蘭護街

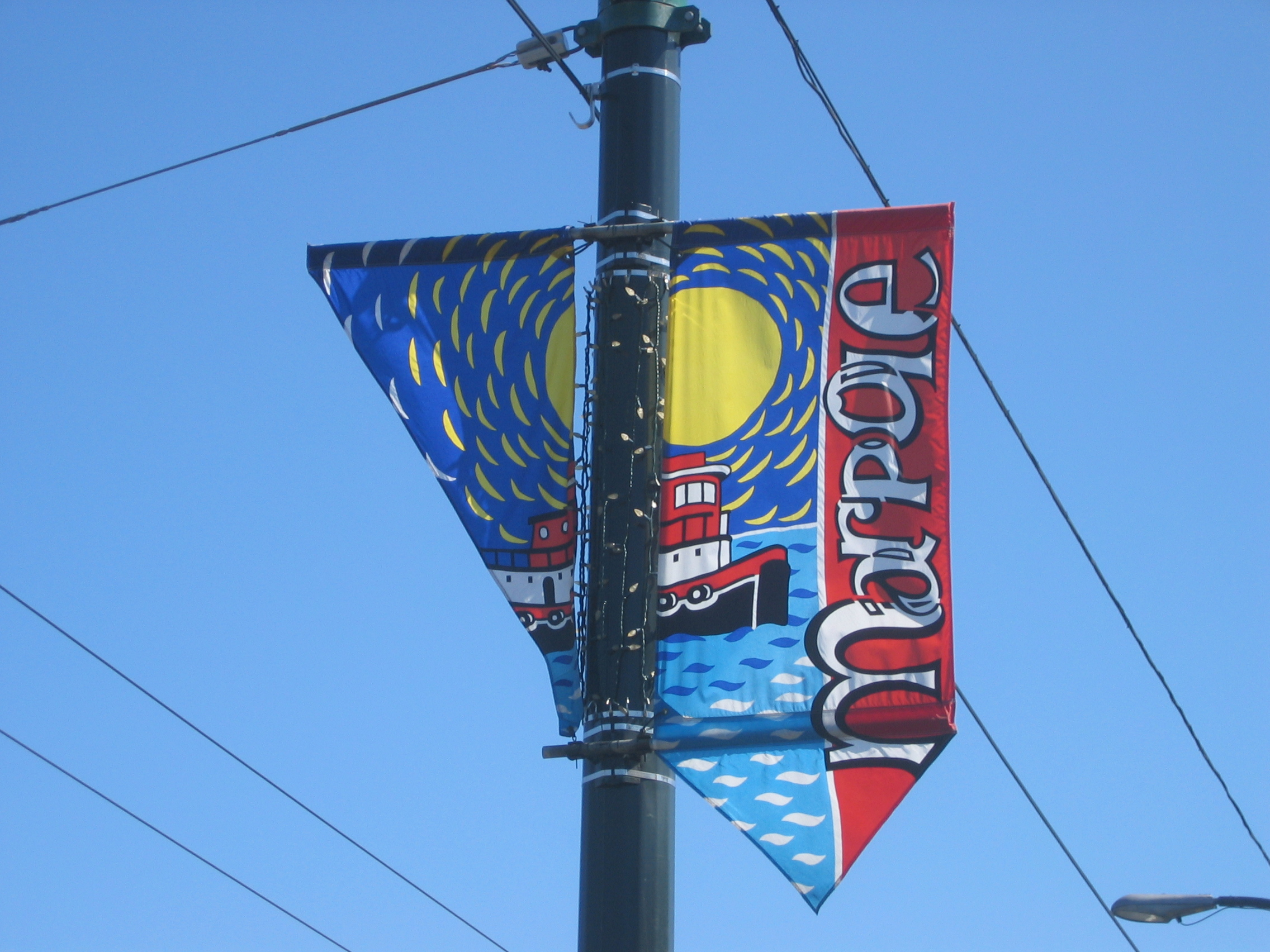
馬寶區的街燈招牌

馬寶是加拿大卑詩省溫哥華市一個社區，北面以西57街與渥列治為鄰，東西分別以緬街和安格斯路為界，南面則瀕臨菲沙河的北支流與列治文的魯魯島和海島對望，總面積為561公頃；加蘭護街、渥街和甘比街則為區内另外三條主要南北向道路。架空列車加拿大線於2009年開通，並於馬寶區東部甘比街與西南海旁大道交界設有海旁大道站。

## 歷史
現馬寶區的人類聚落史可追溯至公元前3500年的原住民聚落；非原住民族居民則從1860年代起到此定居。1881年，哈里·伊本（Harry Eburne）在現馬寶區開設一家商店，再於翌年加開一家郵局，並將之名為「北支流郵局」（North Arm Post Office），一個社區亦圍繞著他的商店和郵局而成型。隨著跨越菲沙河北支流通往海島的橋樑開通，伊本亦於1891年將他的商店和郵局遷至海島的東北端；坐落菲沙河北支流兩岸的社區亦於往後年間以他命名為伊本。
連接溫哥華和史提夫斯頓的市際電車於1905年開通，並於現馬寶區設立伊本站，刺激了該帶的經濟。鋸木廠和其他工廠陸續進駐該區，而另一家郵局則以「伊本站郵局」之名於1911年開業。為了與海島上的伊本區作出區別，伊本站郵局周圍的社區於1916年改以加拿大太平洋鐵路公司高層理查·馬寶（Richard Marpole）命名為馬寶區。馬寶區所屬的灰角自治區（Point Grey Municipality）於1929年聯同南溫哥華自治區併入溫哥華市，該區亦隨之成為溫哥華市的主要工業區之一。
渥街橋於1957年開通後，來往列治文和溫哥華的交通改經渥街，令馬寶區原有坐落於哈德遜街和西南海旁大道交界的商業區生意一落千丈。亞瑟·萊恩橋於1975年開通後，與其接駁的固蘭湖街南端則變成馬寶區的商業活動焦點所在。

## 人口統計
2011年馬寶有23,832名居民，較2006年只錄得些微增長。就居民歲數而言，45至64歲居民為區内最大群體，其次為30至44歲居民。區内居民有42%以漢語（沒有指定哪一種漢語分支）為母語，是眾語言之首，其次為英語（37%）。區内家庭入息中位數為$41,125，而32.2%居民為低收入戶。

## 外部連結
- （英文）Marpole | City of Vancouver （页面存档备份，存于）－溫哥華市政府網站 馬寶社區頁面

49°12′40″N 123°07′48″W / 49.2110°N 123.1300°W